# Lohner (montagna)
Il Lohner (3.048 m s.l.m. - detto anche Gross Lohner) è una montagna delle Alpi Bernesi. Si trova nel Canton Berna. Fa parte delle Alpi Bernesi Occidentali.

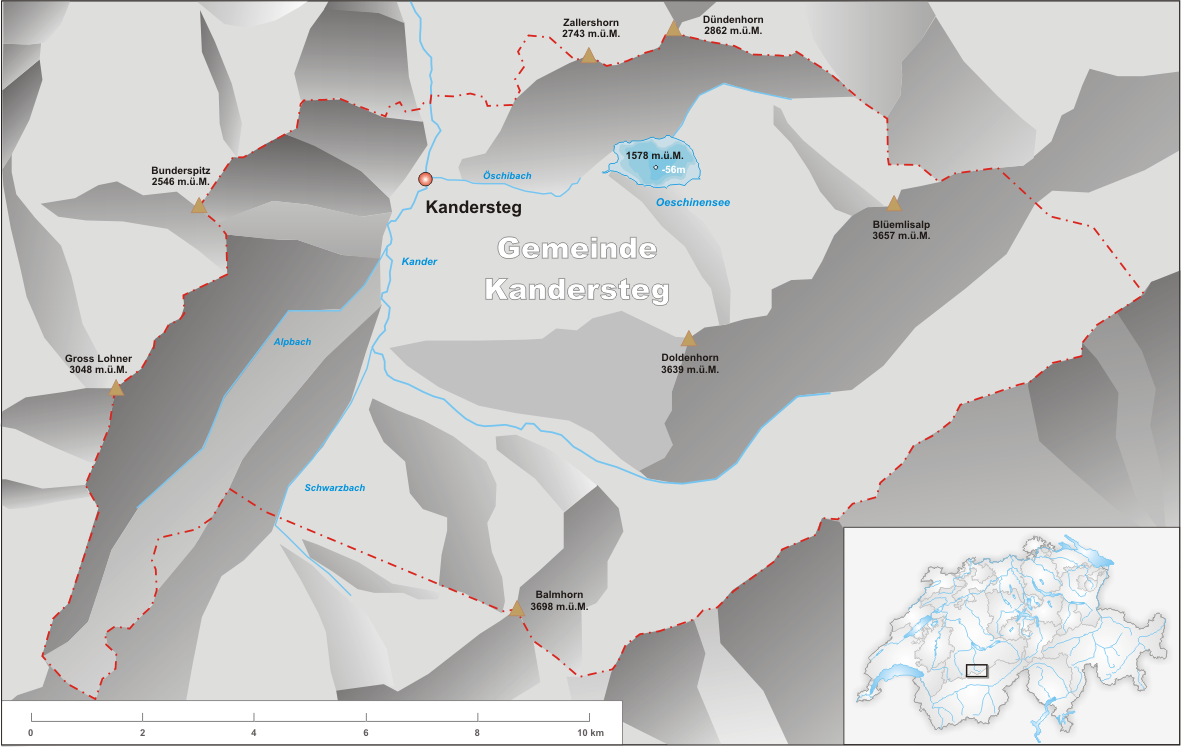
Cartina dei monti intorno a Kandersteg con il Lohner.

La montagna è composta di varie vette. Da est verso ovest esse sono:
- Chlyne Lohner - 2.584 m
- Nünihorn - 2.717 m
- Hinder Lohner - 2.929 m
- Mittler Lohner - 3.002 m
- Vorder Lohner - 3.048 m
- Mittaghorn - 2.678 m

La montagna è collocata ad est di Adelboden e a sud-ovest di Kandersteg.